# Desmopachria leechi
Desmopachria leechi är en skalbaggsart som beskrevs av Young 1981. Desmopachria leechi ingår i släktet Desmopachria och familjen dykare. Inga underarter finns listade i Catalogue of Life.